# Mahō Shōjo Lyrical Nanoha
Mahō Shōjo Lyrical Nanoha (魔法少女リリカルなのは Mahō Shōjo Ririkaru Nanoha?) es una serie de anime dirigida por Akiyuki Shinbo emitida en Japón entre el 1 de octubre y el 25 de diciembre de 2004. La serie fue producida por el estudio Seven Arcs, y consta de 13 episodios.
La serie es una historia alterna de la serie de juegos y OVA titulado Triangle Heart. Nanoha, la hermana menor de los personajes principales Kyōya y Miyuki, es la protagonista mientras que los hermanos son reducidos a personajes menores. Nanoha es claramente vista en un universo paralelo; el fallecido Shirō Fuwa es apellidado Takamachi y sobrevive su herida fatal original del juego, se añaden nuevos personajes como Fate Testarossa, y otros, como Fiasse Crystela, son eliminados.
La serie ha tenido dos secuelas: La primera, Magical Girl Lyrical Nanoha A's, se emitió desde el 1 de octubre y hasta el 25 de diciembre de 2005. La segunda secuela, titulada Magical Girl Lyrical Nanoha StrikerS se emitió desde el 1 de abril de 2007 hasta el 23 de septiembre de 2007. Ha habido también mangas correspondientes a la historia y añadiendo nuevos elementos, también ha habido CD Dramas basados en la serie.
Se anunció en la AnimeExpo 2007 que Lyrical Nanoha y su secuela, Lyrical Nanoha A's, fueron licenciadas por Geneon Entertainment para su distribución en Estados Unidos, sin embargo, Geneon cesó sus distribuciones de DVD en Norteamérica. El 3 de julio del 2008, Geneon Entertainment y FUNimation Entertainment anunciaron un acuerdo para distribuir algunos de sus títulos en Norteamérica. Aunque Geneon Entertainment aún retiene la licencia, Funimation Entertainment asumirá los derechos exclusivos de la manufacturación, marketing, ventas y distribución de algunos títulos.

## Argumento
Nanoha Takamachi es una estudiante de tercer grado de primaria. Vive con sus padres, que tienen una cafetería, su hermana y su hermano, que están en la escuela secundaria y en la universidad, respectivamente. La vida normal de Nanoha cambia cuando oye una voz llamándola de vuelta a casa y termina rescatando un hurón herido (cuya forma humana es un niño arqueólogo, Yūno, que proviene de otro mundo). De él obtiene un cristal mágico llamado Raising Heart (レイジングハート, Reijingu Hāto), que da a Nanoha poderes mágicos.
Luego de su encuentro, Nanoha y Yūno deben conseguir las 21 "Jewel Seeds" (ジュエルシード, Jueru Shīdo), cristales poderosos del mundo de Yūno que cumplen deseos y son peligrosos si caen en las manos equivocadas. Sin embargo, Nanoha y Yūno no son los únicos tras las Jewel Seeds.

## Terminología
Magia
En el mundo de Nanoha, la magia es preparada como "programas", y se requiere concentración o un conjuro para su activación. El poder mágico se genera del cuerpo del usuario, la capacidad y la naturaleza de esta magia difiere entre las personas. La gente que tiene actitudes para la magia, y la gente que entrena para incrementarla son llamados "magos". Desde rescates y prevención de desastres hasta investigaciones, los magos son utilizados en múltiples trabajos.
 Dispositivos 
En el universo de Nanoha denota a un bastón, vara u otro implemento empleado por un mago. Sin embargo, se muestra en las series, que un mago a veces no necesita un dispositivo para usar la magia; por ejemplo, Yūno Scrya. En su estado inactivo, los dispositivos tienen múltiples formas, desde esferas en forma de canica hasta cartas. Cuando son activados, los dispositivos transforman su estructura dependiendo del tipo de magia que tenga el usuario y esté dispuesto a conjurar. Aunque se definen a los "hechizos" como "programas" en la serie, el dispositivo puede actuar como un dispositivo electrónico de almacenamiento, grabar y cargar los hechizos que el mago ha conjurado. Los "dispositivos" son utilizados en mayor parte como arma, sea en el uso de la magia combativa o manejar solamente los dispositivos.
Los dispositivos generalmente tienen la capacidad de hablar, aunque su coherencia y personalidad dependen del tipo de dispositivo. Por ejemplo, un dispositivo armado o de almacenamiento generalmente hablará con frases cortas, mientras que los dispositivos más sofisticados son capaces de construir oraciones más complejas. El idioma hablado por los dispositivos depende de su sistema. En la serie, el mago se comunica y entiende lo que está diciendo su mago asignado. También puede notarse que, en la versión japonesa, los dispositivos hablan en inglés (en la segunda temporada, algunos dispositivos hablan con sus amos en alemán), y tienden a referirse a sus magos con títulos masculinos incluso si quien maneja el dispositivo es una mujer. Los dispositivos tienen un modo de autorreparación cuando están inactivos, y se desactivan automáticamente cuando el daño infligido es significante. Un daño severo puede requerir la autorreparación y reemplazo de sus componentes.
 Dispositivos inteligentes 
Como lo dice el nombre, estos dispositivos incorporan una sofisticada inteligencia artificial en su programación, permitiéndoles tener cierto grado de autonomía. Si un dispositivo inteligente no está "conforme", luego de una operación de mantenimiento, puede manifestar su "desaprobación" con un código de error.
Raising Heart (レイジングハート, Reijingu Hāto)
El dispositivo inteligente de Nanoha. Se refiere a ella como "master" y habla únicamente inglés. Su color mágico es magenta. Tiene cuatro "modos": Modo Dispositivo (apariencia inicial), Modo Disparo (para ejecutar Divine Buster), Modo Sellado y Excelion Mode para ejecutar el A.C.S Driver. Es un hechizo para expandir el strike flame y optimizar la aceleración del Excelion Buster Como dispositivo inteligente, provee de asistencia y aviso en el procesamiento de ataques mágicos y control de disparo. Su ataque especial es Starlight Breaker y la protección automática es Protection.
Bardiche (バルディッシュ, Barudisshu)
El dispositivo inteligente de Fate. Se refiere a ella como "sir" a pesar de su género, también solo habla inglés. Su color mágico es Amarillo. Como Raising Heart, tiene Cuatro "formas": Forma Dispositivo, Forma Guadaña, Forma Sellado y Zanber Form.
 Linker Core 
El Linker Core (o Núcleo de Enlace), como lo dice el nombre, es un órgano en el cuerpo del mago, que permite enlazar y manifestar la magia presente en este. La disposición de un mago también depende de su Linker Core, y cualquier análisis de las habilidades de un mago pueden saberse examinando el Linker Core.
 Agencia de Administración Tiempo-Espacial 
La Agencia de Administración Tiempo-Espacial (Time-Space Administration Bureau, (時空管理局, Jikũ Kanri Kyoku)), abreviado como TSAB (por sus siglas en inglés) o simplemente Agencia (管理局, Kanri Kyoku), es una fuerza de seguridad interdimensional formada por una unión conjunta de muchos mundos, incluyendo Mid-Childa. Ellos también monitorean el crecimiento cultural y previenen de los desastres a cada mundo.
 Lost Logia 
La Lost Logia (Logia Perdida en español), se refiere a artefactos o tecnologías de una civilización altamente avanzada que colapsó en el pasado del universo de Nanoha. Muchos de los objetos que componen la Lost Logia son inestables o peligrosos, y la Agencia de Administración Tiempo-Espacial está a cargo de su recuperación y supervisión. Aparte de las Jewel Seeds, hay otra Lost Logia identificada en el Jardín del Tiempo (la guarida de Precia Testarrossa): una especie de joya roja que le da poder a los guardias.
 Mago 
La palabra Mago (魔導師, madōshi) es utilizada para referirse a un practicante del sistema de magia Mid-Childa en el universo de Nanoha, aunque la palabra menos formal (魔法使い, mahōtsukai) se usa sinónimamente. La frase Chica Mágica (魔法少女, mahō shōjo) es mencionada en la misma serie, usualmente en los monólogos de Nanoha (a pesar de ser esta última parte del título original). Nanoha ha sido clasificada como "Maga de Bombardeo" (砲撃魔導師, hōgeki madōshi) y Yūno ha sido clasificado como "Mago de Campos de Fuerza" (結界魔導師, kekkai madōshi), pero aparentemente no hay clasificación formal de acuerdo a las especialidades de un mago. Un mago es clasificado por su habilidad y cantidad de poder mágico.

### Escenarios
Jardín del TiempoEsta estructura en forma de asteroide es la residencia de Precia y su hija, Fate Testarossa durante la primera temporada. Está muy bien escondida de la TSAB, y solo pudieron localizarla rastreando el hechizo de transporte de Precia, a finales de la primera serie.
Mid-ChildaEste es el hogar de la familia de Yūno, el clan Scrya, y es una avanzada sociedad.
Ciudad de UminariEste es el hogar de Nanoha, su familia y amigos.

## Personajes
- Nanoha Takamachi (高町 なのは, Takamachi Nanoha)

Seiyū: Yukari Tamura
Es una niña dulce de tercer grado de primaria que, aunque es buena con los demás que la rodean, no tiene un mejor amigo y tampoco tiene un objetivo en su vida. Sin embargo, cuando conoce a Yūno y descubre su fuerte aptitud para la magia, Nanoha activa el cristal mágico que se le ha otorgado, Raising Heart, y comienza a ayudar a Yūno de buena forma a buscar las Jewel Seeds.
- Fate Testarossa (フェイト・テスタロッサ, Feito Tesutarossa)

Seiyū: Nana Mizuki
Torturada por su "madre", Fate es una chica que busca las Jewel Seeds para su "madre", ya sea por no percatarse de la maldad de ella o por no tener otra salida. Sin embargo, Nanoha persiste en su intento de convertirse en su amiga. Fate encara una impactante verdad acerca de todos los que la rodean y trata de decidir que hacer en ella. En el CD drama de la película, admitió sentir algo por Nanoha.
- Yūno Scrya (ユーノ・スクライア, Yūno Sukuraia)

Seiyū: Kaori Mizuhashi
Yūno es un mago de Midchilda, la región de donde procede, y es de la misma edad que Nanoha. A pesar de su edad, trabaja como arqueólogo y descubrió una variedad de antiguos y poderosos artefactos (conocidos en el mundo de Yūno como la Logia Perdida): las Jewel Seeds. Cuando estas desaparecieron de la custodia de la Agencia de Administración del Tiempo-Espacio, Yūno fue a la tierra a buscarlas; mientras huía de los monstruos, fue herido y se transformó en hurón para protegerse. Él es confundido a veces como el familiar (animal mágico que acompaña a un mago) de Nanoha, aunque su verdadera forma es la de un humano normal.
- Arf (アルフ, Arufu)

Seiyū: Natsuko Kuwatani
El familiar de Fate, tiene la apariencia entre una perra y una mujer adulta. Odia a la "madre" de Fate, por el maltrato que le da a Fate pero no puede protegerla de ella. En vez de eso, Arf descarga su furia en sus enemigos. Ella es muy buena y protectora con Fate.
- Chrono (クロノ, Kurono)

Seiyū: Mikako Takahashi
Chrono es un oficial del crucero de batalla de la Agencia de Administración de Tiempo-Espacio, es el hijo de la capitana Lindy Harlaown. Tiene la misma edad que Nanoha. Él es muy disciplinado en el arte de la magia, y su experiencia y formación compensan su relativa falta de poder mágico en el combate. Aparece por primera vez en la serie para poner fin a una batalla feroz entre Nanoha y Fate, diciendo que el uso de la fuerza mágica era peligroso. Luego de que Nanoha y Yuuno se unieran a la Agencia, él empieza a desarrollar sentimientos hacia ella.

## Media

### Anime
Hasta ahora el anime tiene cuatro temporadas llamadas Magical Girl Lyrical Nanoha, Magical Girl Lyrical Nanoha A'S, Magical Girl Lyrical Nanoha StrikerS y Magical Girl Lyrical Nanoha Vivid.
En las dos primeras temporadas Nanoha enfrenta a varios enemigos que después se vuelven sus inseparables amigos y en la tercera temporada muestra la vida de Nanoha y los demás personajes diez años después y más poderosos y con esto la aparición de enemigos más fuertes.
Además de la serie, existen dos temporadas exclusivas del manga(aparte de las tres originales), Magical Seiki Lyrical Nanoha Force y Magical Girl Lyrical Nanoha Vivid (adaptada al animé basándose en el manga) .La primera se desarrolla seis años después de StrikerS, donde los personajes se vuelven a reunir para combatir un gran peligro. Vivid está desarrollada antes de Force, y muestra la formación de Vivió como maga y su vida con Nanoha.
Aparte de esto, existe un CD-Drama, llamado Strikers Sound Stage X, situado un año después de Strikers, que muestra que pasó con Teana, Subaru, Elio, Caro y los androides después del incidente de Jail Scaglietti.

### CD Drama
King Records ha lanzado tres CD drama, adaptaciones de la serie en Japón. La primera, titulada Magical Girl Lyrical Nanoha Sound Stage 01 apareció el 26 de noviembre de 2004 y contenía dieciséis temas, su historia tiene lugar entre dos y tres episodios de la serie de anime. Sound Stage 02, seguida de 13 de enero de 2005, que contiene diecinueve pistas, y su historia tiene lugar entre los episodios cinco y seis de la serie de anime. King Records lanzó el CD final Sound Stage 03, el 6 de abril de 2005, que contiene dieciséis pistas, y su historia tiene lugar después de la conclusión de la serie de anime.

### Novela ligera
Megami Bunko publicó ciento ochenta página, una adaptación titulada Magical Girl Lyrical Nanoha ( 魔法 少女 リリカル な の は   Mahō Shōjo Ririkaru Nanoha?) (ISBN 978-4-05-903506-8) el 30 de septiembre de 2005. Masaki Tsuzuki escribió el texto y Koji Hasegawa hizo las ilustraciones. La trama del libro sigue la misma historia que la serie de anime.

## Clasificación de la Magia
El Magical Girl Lyrical Nanoha Visual Fanbook, un libro guiado del universo de Nanoha, provee del primer sistema de clasificación de los hechizos vistos en la serie. Aparentemente han aparecido otras categorías en los manga, describiendo cada hechizo en detalle a medida que se muestran.

### Hechizos de Ataque
Área de EfectoSon todos los ataques que afectan un área en general.
BombardeoSon todos los ataques que disparan un cono o rayo de energía. Esto incluye hechizos como el ataque especial de Nanoha, Starlight Breaker.
Ataque Aumentado por MagiaHechizos como estos aumentan el poder de ataque del dispositivo, o expanden sus capacidades de ataque.
MeleeAtaques que usan directamente el dispositivo como arma. Un ejemplo de estos sería Scythe Slash. Melee significa Ataque cuerpo a cuerpo.
DisparoHechizos como estos son guiados por el usuario (Divine Shooter) o apuntados (Photon Lancer) a los objetivos.

### Hechizos de Captura
Los Hechizos de Captura inhiben o tratan de inhibir el movimiento o técnicas del objetivo.
Tipo DirectoDirectamente inhiben el movimiento del objetivo añadiéndose a este. Pueden prevenir el movimiento o contenerlo.
Tipo JaulaEstos tipos de hechizos atrapan al objetivo en una prisión inmóvil.

### Hechizos Ceremoniales
Hay muy pocos Hechizos Ceremoniales, y son de los más complejos. Se requiere un tiempo o energía considerables para su ejecución, así como sus frases de invocación.

### Hechizos Defensivos
Los Hechizos Defensivos son diseñados específicamente para proteger al usuario de ataques mágicos o físicos.
BarreraEstos hechizos levantan barreras defensivas (Como el Protection de Nanoha). Generalmente pueden defender desde todas direcciones, pero son muy fáciles de romper. Absorben el poder de un ataque para reducir el daño.
CampoNo deben confunidrse con los hechizos de campos de fuerza listados abajo, afectan directamente el área alrededor del usuario para nulificar un tipo de energía específico.
EscudoEstos hechizos generan poderosos escudos. Al contrario de las barreras, solo pueden defender en una dirección, pero son más difíciles de romper. También, en contra de los hechizos de barrera, estos repelen la energía en vez de absorberla.

### Hechizos de Campos de Fuerza
Al contrario de los hechizos defensivos, los hechizos de campos de fuerza aparentemente tienen roles más variados, de proteger la propiedad y los civiles del daño colateral, a confinar enemigos a un área predeterminada.
Tipo CircularEstos campos de fuerza se originan de un círculo mágico, el cual puede ser puesto por el usuario en cualquier ubicación. Un ejemplo sería el Round Guarder Extend de Yūno.
Tipo ÁreaËstos afectan una región grande, y son más poderosos que los tipos circulares.

### Hechizos de Soporte
Hasta el 2006, se conocen tres categorías de hechizos de soporte. También hay un largo número de hechizos sin clasificar, desde telepatía, precisión y sellado.
IncrementoRepara o cura directamente el objetivo.
DecrementoPosiblemente, los hechizos de este tipo debilitan las defensas enemigas. Sin embargo, los hechizos conocidos de este tipo desactivan o tratan de hacerlo.
TransporteEstos hechizos incluyen aumento de movimiento de hechizos, así como de transporte.